# Тебе, человечество!
«Тебе, человечество!» (азерб. Sənə, bəşəriyyət!) — картина-панно советского живописца Таира Салахова, написанная в 1961 году. Хранится в Национальном музее искусств, в Баку. Эта картина считается одним из самых известных произведений художника.

## История картины
Поскольку огромный холст не умещался в мастерской Салахова, то автор писал картину в помещении находившейся неподалёку школы. По признанию самого Салахова, он писал картину не по заказу, а «по внутреннему, оптимистическому велению души». В образах картины автор, как отмечает искусствовед Нураддин Габибов, стремился передать своё восхищение покорением космоса. В ладонях фигур даже видят что-то вроде первых спутников.
Впервые картина была показана на республиканской художественной выставке в Баку 12 апреля 1961 года. Буквально в этот же день стало известно о полёте в космос Юрия Гагарина. По словам художника, в процессе работы над этой картиной его словно осенило предвидение, что, по его мнению, символично.
Однако позднее картина была расценена как глубоко формалистская. Но, несмотря на то, что до Салахова уже доходили слухи об этом, он все жё решил отправить «Тебе, человечество!» в московский Манеж на отчётную выставку Союза художников СССР, состоявшуюся в 1962 году. Перед вернисажем руководство Министерства культуры традиционно ходило по Манежу, рассматривая работы и снимая не понравившиеся. Тахир Салахов, опасаясь, что его картину снимут как формалистскую, не дожидаясь комиссии, сам сделал это, чтобы избежать скандала. Позже первый секретарь правления Союза художников СССР Сергей Герасимов поблагодарил Салахова за то, что тот «спас положение нашего Союза». Работа же была отправлена обратно в Баку и с тех пор хранилась в Музее искусств. До 2008 года картину никто не видел в России. О ней мало кто знал даже в Азербайджане.
В 2008 году картина была отреставрирована. 9 декабря 2008 года «Тебе, человечество!» была выставлена в Москве в «Галерее Айдан», на выставке, посвящённой 80-летнему юбилею Таира Салахова. Выставку организовала дочь художника Айдан Салахова. Причину того, почему картина не была известна широкой публике даже в репродукции, Салахова видит в больших размерах полотна, потому что его практически не удавалось даже нормально сфотографировать из-за его размера.
В 2008 году картина была представлена на Венецианской биеннале.
В январе 2011 года в Государственном музее музыкальной культуры имени Глинки в Москве прошла выставка ковров, вытканных мастерами Сумгаита. На одном из ковров была выполнена картина «Тебе, человечество!».
12 апреля 2011 года была выпущена серия почтовых марок Азербайджана, посвящённых 50-летию полёта человека в космос. На одной из них была изображена картина «Тебе, человечество!».

## Критика
Искусствовед и критик Екатерина Дёготь, называя картину «самым странным» произведением Салахова этих лет, отмечает, что в ней хорошо видна «смена парадигмы», а фигуры напоминают валькирий:
Это уже не «сталинский» полёт одновременно во все стороны — в радостном, свободном, хотя и несколько турбулентном воздушном просторе. Эти мужчина и женщина летят не взмахивая крыльями — прицельно мчат, как баллистические ракеты, причем не в воздухе — в безвоздушном пространстве (этой живописи уж не до импрессионизма). Куда они летят? К коммунизму, конечно, — к цели, упущенной из виду в вихре сталинских времен. Впрочем, когда и где наступит приземление, неизвестно: лететь они будут явно долго, а может быть, и вечно